# ألبرت بولوك
ألبرت بولوك Albert Bullock (ولد عام 1884 في ستوك – ومات عام 1951) كان لاعب كرة قدم إنجليزي، لعب لنادي ستوك قبل أن يعود إلى اللعب غير المحترف مع نادي ستافورد رانجرز.